# Terneuzen (gemeente)

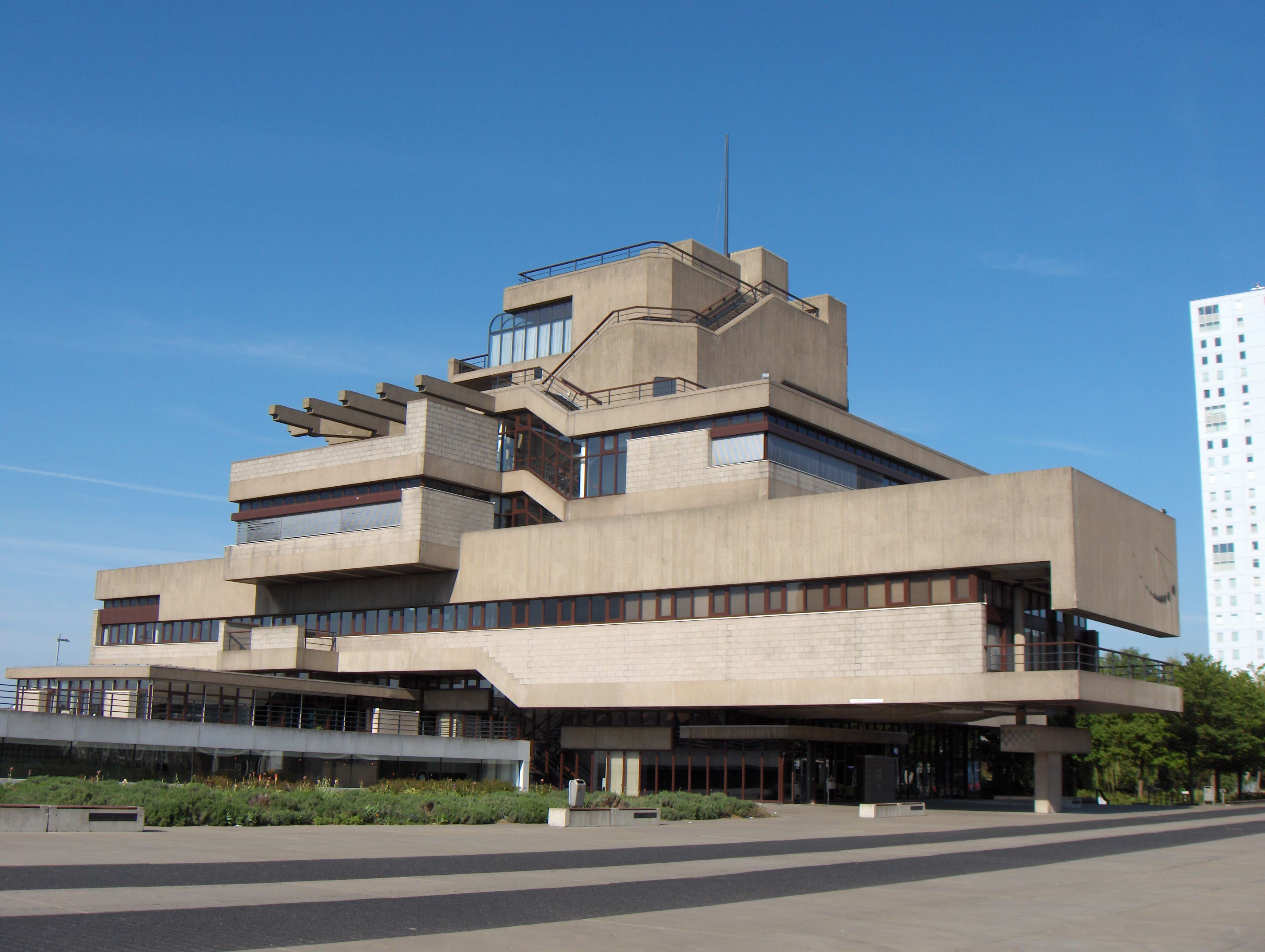
Stadhuis van Terneuzen

Terneuzen (uitspraakⓘ) (Zeeuws: Terneuzen of Neuzen) is een gemeente in de Nederlandse provincie Zeeland. Het aantal inwoners van de in de regio Zeeuws-Vlaanderen gelegen gemeente bedroeg 55.132 per 22 november 2024; daarmee is Terneuzen de grootste Zeeuwse gemeente naar inwoneraantal (bron: CBS). Het gemeentehuis staat in de stad Terneuzen, die 25.760 inwoners (2023) telt. Daarmee is het de vierde stad van Zeeland en de grootste plaats van Zeeuws-Vlaanderen. De gemeente ontstond in haar huidige vorm op 1 januari 2003, toen de voormalige gemeenten Axel en Sas van Gent bij Terneuzen gevoegd werden.
De gemeente wordt doorsneden door het Kanaal Gent-Terneuzen, dat de stad Gent in België verbindt met de Westerschelde. In maart 2003 is de vaste-oeververbinding met de 'overkant', Zuid-Beveland, gereedgekomen: de Westerscheldetunnel. De toegang tot deze tunnel ligt vlak naast het kanaal.

## Kernen
De gemeente Terneuzen telt dertien officiële kernen en een groot aantal buurtschappen. De hoofdplaats Terneuzen is verreweg de grootste plaats.

### Steden en dorpen
| Woonplaats (BAG) | Inwoners 2023 |
| ---------------- | ------------- |
| Axel             | 7.875         |
| Biervliet        | 1.595         |
| Hoek             | 2.895         |
| Koewacht         | 2.565         |
| Overslag         | 250           |
| Philippine       | 2.055         |
| Sas van Gent     | 3.910         |
| Sluiskil         | 2.280         |
| Spui             | 185           |
| Terneuzen        | 25.760        |
| Westdorpe        | 1.940         |
| Zaamslag         | 2.755         |
| Zuiddorpe        | 910           |

## Het landelijk deel van de gemeente
| Gemeentegrenzen Wijkgrenzen Buurtgrenzen Autosnelweg Secundaire weg Spoorweg |  |  | ██ Geselecteerde gemeente ██ Bebouwd gebied ██ Bos of park ██ Binnenwater, rivier of kanaal |

Terneuzen en omgeving (2009)

Na de gemeentelijke herindeling van Zeeuws-Vlaanderen van 1 januari 2003 (zie Gemeenten in Zeeuws-Vlaanderen) kent de gemeente veertien woonkernen.
Philippine, tegen de Belgische grens gelegen, trekt toeristen vanwege de mosselrestaurants. Er staat een fontein in de vorm van een zachtjes druipende, gigantische mossel op het dorpsplein.
Biervliet in het uiterste westen van de gemeente is een oud vissersdorp. De Nederlands Hervormde Kerk aldaar, de zogenaamde 'Visserskerk' gebouwd in 1659, heeft nog enkele gave gebrandschilderde ramen uit 1660-1661. Het dorpsbeeld wordt ook markant gekenmerkt door de korenmolen De Harmonie, gebouwd in 1842. Maar het meest bekend is Biervliet als geboorteplaats van de uitvinder van het haring kaken Willem Beukelszoon. Op de markt in Biervliet staat een standbeeld van deze haringkaker.
Axel, een stad ten zuiden van Terneuzen, was lange tijd een zelfstandige gemeente. Axel is beduidend ouder dan Terneuzen.
Zaamslag, ten oosten van Terneuzen, was in de middeleeuwen een belangrijk machtscentrum. In en bij Zaamslag stonden veel bijzondere gebouwen, zoals een kruiskerk, een religieus complex (bestaande uit een hospitaal-klooster en een commanderij ter Tempeliers) en een kasteel aan de Zuidoostkant van het dorp. Hierdoor is Zaamslag cultuurhistorisch, maar ook archeologisch van belang. In de 17e eeuw werd het huidige dorp gebouwd, deze structuur is nog steeds te zien.

## Geschiedenis
De naam van de gemeente luidde tot 15 juli 1877 Neuzen, en daarna tot 4 juni 1940 Ter Neuzen.
De huidige gemeente Terneuzen is tot stand gekomen na opeenvolgende herindelingen. Hieronder een overzicht van de voormalige gemeenten:
- Terneuzen → ontstaan 1 januari 2003
  - Axel → opgeheven 1 januari 2003
    - Koewacht → opgeheven 1 april 1970
    - Overslag → opgeheven 1 april 1970
    - Zuiddorpe → opgeheven 1 april 1970

  - Sas van Gent → opgeheven 1 januari 2003
    - Philippine → opgeheven 1 april 1970
    - Westdorpe → opgeheven 1 april 1970

  - Terneuzen
    - Biervliet → opgeheven 1 april 1970
    - Hoek → opgeheven 1 april 1970
    - Zaamslag → opgeheven 1 april 1970

## Gemeenteraad
De gemeenteraad van Terneuzen bestaat uit 31 zetels. Hieronder staat de samenstelling van de gemeenteraad sinds 2002:
| Partij               | 2002 | 2006 | 2010 | 2014 | 2018 | 2022 |
| -------------------- | ---- | ---- | ---- | ---- | ---- | ---- |
| TOP/Gemeentebelangen | 4    | 5    | 8    | 10   | 7    | 7    |
| CDA                  | 9    | 7    | 6    | 5    | 6    | 5    |
| PVV                  | -    | -    | -    | -    | 4    | 3    |
| PvdA                 | 8    | 10   | 8    | 4    | 3    | 3    |
| VVD                  | 3    | 3    | 2    | 2    | 3    | 3    |
| CU                   | 2    | 2    | 2    | 2    | 2    | 2    |
| SGP                  | 2    | 2    | 2    | 2    | 1    | 2    |
| D66                  | 1    | -    | 1    | 2    | 1    | 1    |
| GroenLinks           | 1    | 1    | 1    | 1    | 1    | 1    |
| SP                   | -    | -    | 1    | -    | 1    | 1    |
| 50PLUS               | -    | -    | -    | -    | 1    | 1    |
| Sociaal Terneuzen    | -    | -    | -    | -    | 1    | 1    |
| Terneuzen Sterk      | -    | -    | -    | -    | -    | 1    |
| 55 Terneuzen         | -    | -    | -    | 2    | -    | -    |
| Partij voor Zeeland  | -    | -    | -    | 1    | -    | -    |
| Lijst Cees Freeke    | -    | 1    | -    | -    | -    | -    |
| LPF                  | 1    | -    | -    | -    | -    | -    |
| Totaal               | 31   | 31   | 31   | 31   | 31   | 31   |

## Aangrenzende gemeenten
| Aangrenzende gemeenten | Aangrenzende gemeenten | Aangrenzende gemeenten     | Aangrenzende gemeenten | Aangrenzende gemeenten   |
| ---------------------- | ---------------------- | -------------------------- | ---------------------- | ------------------------ |
| Vlissingen             |                        | Borsele                    |                        | Kapelle                  |
|                        |                        |                            |                        |                          |
| Sluis                  | Hulst                  |                            |                        |                          |
|                        |                        |                            |                        |                          |
| Assenede (B)           |                        | Wachtebeke (B) Zelzate (B) |                        | Stekene (B) Moerbeke (B) |

## Monumenten
In de gemeente zijn er een aantal rijksmonumenten, gemeentelijke monumenten, en oorlogsmonumenten, zie:
- Lijst van rijksmonumenten in Terneuzen (gemeente)
- Lijst van gemeentelijke monumenten in Terneuzen (gemeente)
- Lijst van oorlogsmonumenten in Terneuzen
- Lijst van Stolpersteine in Terneuzen

## Musea
In de gemeente Terneuzen zijn verschillende musea, waaronder:
- Het interactieve Industrieel Museum [3] te Sas van Gent, dat de komst en ontwikkeling van industrie in Zeeland laat zien in een opgeknapte loods van een oude suikerfabriek.
- Het Warenhuis,[4] gevestigd in een historisch pand aan de Axelse markt, dat de levensstijl van vroeger en de ontwikkeling van het Land van Axel laat zien.
- Het Schoolmuseum [5] in de binnenstad van Terneuzen, dat een kijkje geeft in het schoolleven van vroeger.
- Het Oorlogsmuseum Gdynia, bij Axel, gewijd aan de herinnering van de bevrijding van Axel tijdens de Slag om de Schelde.

## Bezienswaardigheden

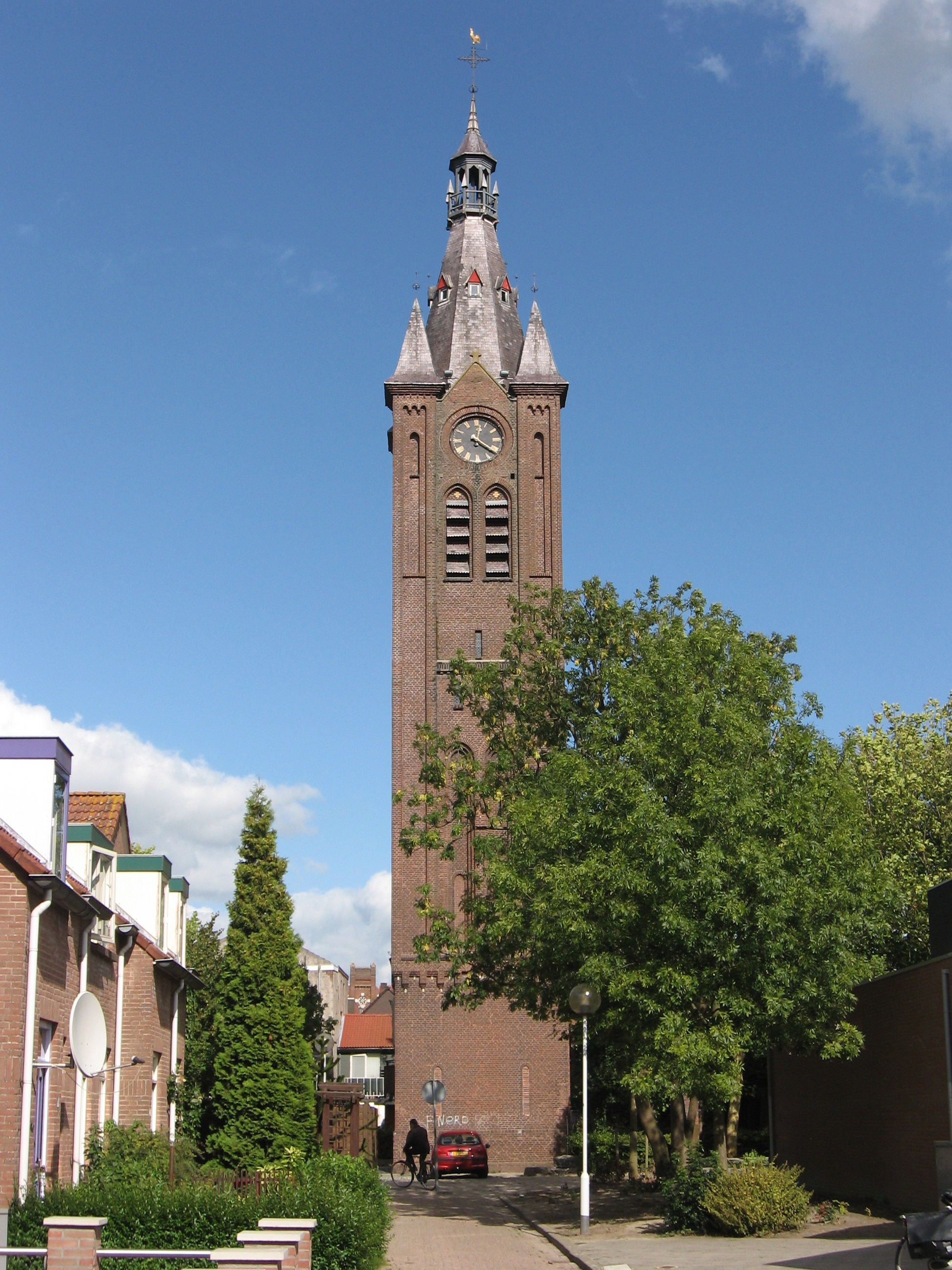
Willibrordustoren

- De Scheldeboulevard biedt uitzicht op de Westerschelde en het scheepvaartverkeer dat hier vlak langs de oevers vaart. In het zomerseizoen worden sinds 2000 tal van beelden langs de boulevard opgesteld.
- Het Arsenaal is een militair gebouw uit 1833, en maakte deel uit van de nieuwe vesting Terneuzen. Tegenwoordig zijn er horecabedrijven in het Arsenaal gevestigd en dienen de waterkelders sinds 1997 als wijnkelder.
- Monument De Vliegende Hollander van P. Griep, een schip in een vroegere kanaalarm, bij de Herengracht.
- De Willibrordustoren is het restant van een neogotische katholieke kerk die in 1915 werd ingewijd en in 1968 werd gesloopt. De vroegere pastorie en de kloosterkapel zijn nog intact en het schip van de kerk wordt aangegeven met bomenrijen.
- Oud-Terneuzen, een verzameling oude straatjes en huisjes in de binnenstad van Terneuzen, gesitueerd op de oude 16e-eeuwse vestingwerken.
- De Moffenschans, 16e-eeuwse boerenwoning, schans opgeworpen door voornamelijk Duitse huursoldaten in november 1583 onder aanvoering van Phillip van Hohenlohe om weerstand te kunnen bieden bij een aanval door Spaanse troepen.
- Het (oude) Stadhuis van Terneuzen, gelegen aan de Noordstraat, karakteristiek pand met toren. Na het verkrijgen van de stadsrechten is een woonhuis verbouwd met onder meer bouwmateriaal uit de ruïne van het kasteel van de ambachtsheer van Zaamslag. In 1647 was een aangrijpende verbouwing, de kelder werd ingericht als crymeneel ghevangenhuys, tevens zetel van de vierschare. Tijdens de Franse bezetting werd in 1807 de toren verlaagd om plaats te maken voor een semafoor voor marinecommunicatie in de lijn Antwerpen-Vlissingen. In 1859 kreeg de toren zijn huidig uiterlijk.
- het nieuwe Stadhuis van Terneuzen. Een van de bekendste brutalistische gebouwen van Nederland, een creatie van Jaap Bakema uit 1972.
- Park aan de Otheensche Kreek.
- De Noordzeesluizen met bezoekerscentrum Portaal van Vlaanderen.